# Gymnothorax bacalladoi
Gymnothorax bacalladoi là một loài cá lịch biển trong chi Cá lịch trần, họ cá lịch biển, được tìm thấy ở vùng biển quanh quần đảo Canary ở Đại Tây Dương.